# Heteroconger cobra
Heteroconger cobra är en fiskart som beskrevs av Böhlke och Randall, 1981. Heteroconger cobra ingår i släktet Heteroconger och familjen havsålar. Inga underarter finns listade i Catalogue of Life.